# Арджентон, Алессандро
Алессандро Арджентон (итал. Alessandro Argenton; 11 февраля 1937, Чивидале-дель-Фриули, Королевство Италия — 7 января 2024) — итальянский конник, серебряный призёр летних Олимпийских игр 1972 года, участник пяти летних Олимпийских игр.

## Спортивная биография
На летних Олимпийских играх 1960 года в Риме Алессандро Арджентон принял участие в троеборье. В личном троеборье итальянец не смог закончить кросс и вынужден был завершить своё выступление на играх. В командном троеборье итальянцы заняли 5-е место, но результат Арджентона, при этом, не вошёл в общий зачёт сборной Италии, поскольку общая сумма команды складывалась из результатов трёх спортсменов, показавших наилучший результат. На играх Алессандро выступал на лошади Rainbow Bouncer.
На летних Олимпийских играх 1964 года в Токио Арджентон вновь, как и 4 года назад, не смог завершить программу в индивидуальном троеборье. В этот раз итальянский конник не смог завершить своё выступление в конкуре. В командном троеборье итальянская сборная завоевала золото Олимпийских игр, но Алессандро, показав худший результат в команде, не стал чемпионом, поскольку в командный зачёт шли результаты только трёх спортсменов. На играх Алессандро выступал на лошади Scottie.
На своих третьих летних Олимпийских играх в 1968 году в Мехико Арджентон впервые смог завершить выступление в личном треоборье, заняв по итогам трёх видов 16-е место, при этом в конкуре, набрав всего 0,5 очка штрафа, Алессандро стал третьим. В командном троеборье сборная Италии не смогла завершить турнир, поскольку из 4-х итальянцев, только двое смогли закончить все три упражнения. На играх Алессандро выступал на лошади Diambo de Nora.
В 1972 году на летних Олимпийских играх в Мюнхене Алессандро Арджентон впервые в карьере завоевал олимпийскую медаль. В индивидуальном многоборье итальянский спортсмен, набрав 43,33 балла, стал серебряным призёром игр. В командном троеборье, несмотря на успех Алессандро, итальянцы заняли лишь 8-е место. На играх Алессандро выступал на лошади Woodland.
В 1976 году Алессандро приехал на свои уже пятые летние Олимпийские игры. В личном троеборье Арджентон не смог повторить успех мюнхенских игр и занял только 22-е место. В командном троеборье сборной Италии совсем немного не хватило, чтобы пробиться в тройку призёров. На играх Алессандро, как и 4 года назад выступал на лошади Woodland.